# École du Danube
L'appellation école du Danube est utilisée pour qualifier un courant artistique apparu le long du Danube en Allemagne (Bavière) et en Autriche pendant la première moitié du XVIe siècle.

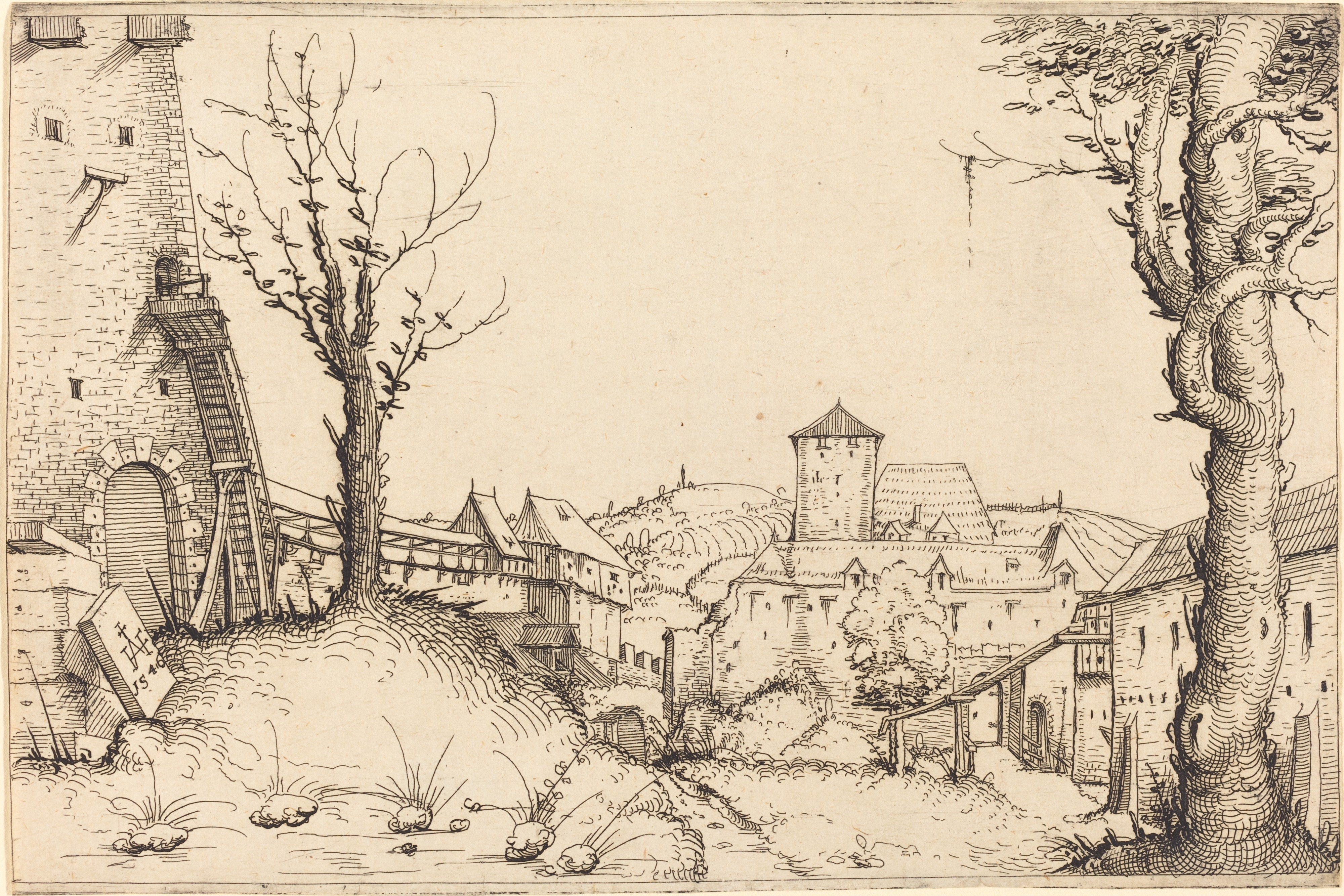
(Château, 1546, par Augustin Hirschvogel

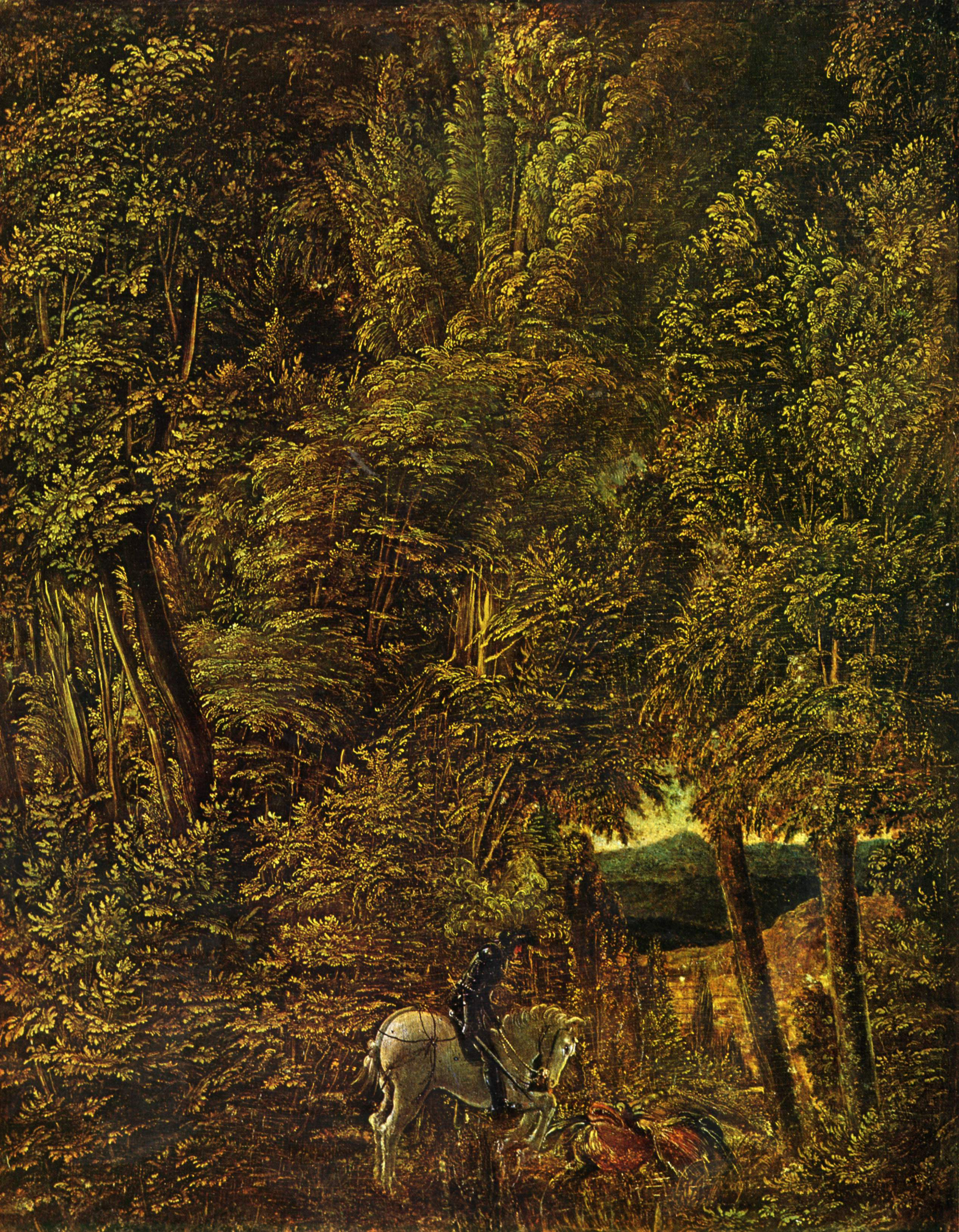
Saint Georges et le Dragon en forêt, Albrecht Altdorfer, 1510, Alte Pinakothek de Munich

Ses représentants les plus célèbres sont les peintres Albrecht Altdorfer (*vers 1480-†1538) à Ratisbonne, Wolf Huber (*vers 1485-†1553) à Passau, auxquels on associe parfois, du moins dans sa première période, Lucas Cranach l'Ancien (*1472-†1553) à Vienne. Hans Leinberger (vers *1480/85-†après 1530), à Landshut, est considéré comme l'un des plus grands sculpteurs d'autels de son époque.

## Contexte
C'est probablement le positionnement géographique, à la croisée des routes entre les Pays-Bas espagnols et l'Italie où fleurissait les deux principaux courants artistiques de la Renaissance, qui a favorisé l'essor de ce mouvement.
L'action de monarques amateurs d'art, comme l'empereur Maximilien Ier, dont Altdorfer illustra le Livre de Prière, et d'une bourgeoisie riche et éclairée, comme les Fugger à Augsbourg, fut aussi déterminante. L'Allemagne est alors dominée par les Habsbourg qui règnent à la fois sur l'Espagne, les Pays-Bas, une partie de l'Allemagne et l'Autriche, tout en étant empereur du Saint-Empire romain germanique. Le pays est alors bouleversé par une série de guerres s'achevant avec la guerre de Trente Ans, et surtout par la Réforme à partir de 1517, qui trouve dans les grandes villes où résident ces artistes un écho important.

## Caractéristiques
Les artistes ayant appartenu à l'école du Danube  ne s'étant jamais regroupés, il s'agit plus d'un style que d'une école. On observe l'apparition parallèle, depuis Ratisbonne jusqu'à la frontière hongroise, d'artistes travaillant alors dans une même optique. Ils se sont particulièrement illustrés dans le domaine de la peinture, en apportant à la représentation des paysages des innovations importantes, mais ils ont aussi laissé des œuvres marquantes dans des domaines aussi divers que la sculpture, l'architecture, l'artisanat. 
On les classe généralement parmi les artistes du gothique tardif, mais l'on observe de fortes influences des artistes de la Renaissance italienne, actifs au même moment de l'autre côté des Alpes. La découverte de Mantegna, par exemple, fut déterminante dans l'évolution de la peinture d'Altdorfer.
Leur première période est marquée par un réalisme tirant son répertoire de figures de la guerre des Paysans et des conflits avec l'Empire ottoman.
Rapidement, la représentation du paysage va jouer un rôle prépondérant dans leurs productions, jusqu'à supplanter le sujet traité. Le paysage, les forêts et les montagnes de l'Allemagne du Sud, est pour la première fois dans l'histoire de l'art représenté comme un sujet autonome. Les scènes bibliques, historiques ou mythologiques (l'apparition de ces dernières est aussi un signe de l'influence de la renaissance italienne) ne sont plus alors que des prétextes à la représentation d'un arrière-plan parfois qualifié de romantique avant l'heure (il est certain que leur travail a fortement influencé celui des romantiques allemands du XIXe siècle). Le tableau Saint Georges et le dragon d'Albrecht Altdorfer représente le saint et son adversaire perdu dans une végétation envahissant toute l'image, ne s'entrouvrant que pour révéler un lointain paysage. Le traitement pictural de la végétation dans ce tableau est révolutionnaire, une tempête de feuilles semblant envelopper les protagonistes.
Par la force de leur imagination et leur grande liberté à la fois dans le choix des thèmes et dans les moyens de l'exécution, ils s'opposaient à l'approche plus réaliste et rigoureuse d'Albrecht Dürer, qui à la même époque illustre d'une autre manière la fusion des influences flamandes et italiennes.
Ils ont fortement influencé le travail de tous les ateliers de la région du Danube au XVIe siècle. On peut aussi observer dans leurs réalisations les prémices de l'art baroque qui va fleurir au XVIIe siècle dans cette région avec une force particulière.
Lucas Cranach est souvent considéré comme un membre de l'école du Danube. Il est certain que son travail dans les années 1502/1503 à Vienne a lancé ce mouvement, notamment par son observation minutieuse des paysages. Il s'est toutefois fortement démarqué de l'école du Danube en devenant le fondateur d'un art protestant, après avoir rejoint Martin Luther à Wittenberg.

## Quelques représentants de l'école du Danube
- Augustin Hirschvogel
- Albrecht Altdorfer
- Wolf Huber
- Hans Leinberger
- Nicolaus Kirberger
- Hans Leu le Jeune
- le Maître de l'autel de Pulkau
- le Maître de l'épitaphe de Welser Scheibell
- Erhard Altdorfer, frère d'Albrecht Altdorfer
- Michael Ostendorfer
- Hans Pruckendorfer
- Hans Egkel ou Eckhel (mort en 1497 à Dürnstein, Basse-Autriche), est un peintre de Obernberg, maître de quatre panneaux peints à l'abbaye de Melk. Dans la Décapitation de Sainte-Catherine, on peut voir la plus ancienne vue de Passau avec la vieille ville, la forteresse Oberhaus et le pont du Danube[1].